# Huntsville (Tennessee)
Huntsville – miasto w Stanach Zjednoczonych, w stanie Tennessee, siedziba administracyjna hrabstwa Scott.